# Örménykút
Örménykút is een plaats (község) en gemeente in het Hongaarse comitaat Békés. Örménykút telt 549 inwoners (2002).